# Lamarckdromia beagle
Lamarckdromia beagle — вид морських крабів родини Dromiidae. Описаний у 2022 році.

## Назва
Вид названо на честь корабля HMS Beagle, на якому Чарльз Дарвін здійснив навколосвітню мандрівку.

## Поширення
Вид описаний на основі зразків із колекції Музею Західної Австралії, що зібрані біля узбережжя Західної Австралії.